# Lijst van oorlogsmonumenten in Ridderkerk
De Nederlandse gemeente Ridderkerk heeft 6 oorlogsmonumenten. Hieronder een overzicht.
| Nr.                             | Object                  | Herdachte groep                                                                                  | Ontwerper     | Onthulling        | Type            | Locatie                                   | Plaats     | Coördinaten                   | Foto                    |
| ------------------------------- | ----------------------- | ------------------------------------------------------------------------------------------------ | ------------- | ----------------- | --------------- | ----------------------------------------- | ---------- | ----------------------------- | ----------------------- |
| 279                             | Generaal H.G. Winkelman | overig                                                                                           |               |                   | beeld/sculptuur | Rijksstraatweg 101, 2988 BB               | Rijsoord   | 51° 51' 4" NB, 4° 35' 41" OL  | Generaal H.G. Winkelman |
| 2006                            | Oorlogsmonument (1)     | militairen in dienst van het Ned. Kon. na 1945, militairen in dienst van het Ned. Kon. 1940-1945 | P. de Jong    | 4 mei 1949        | gedenkmuur      | Lagendijk 50, 2981 EM                     | Ridderkerk | 51° 52' 7" NB, 4° 35' 55" OL  | Meer afbeeldingen       |
| 2008                            | Capitulatiemonument     | Overig                                                                                           |               | 28 mei 1975       | gedenksteen     | Rijksstraatweg 101, 2988BB                | Rijsoord   | 51° 51' 4" NB, 4° 35' 41" OL  | Meer afbeeldingen       |
| 2083                            | Oorlogsmonument (2)     | burgerslachtoffers                                                                               |               | 8 mei 1947        | overig          | Donckselaan 2, 2983 LC                    | Ridderkerk | 51° 53' 23" NB, 4° 35' 35" OL | Oorlogsmonument (2)     |
| 2833                            | Lancaster-monument      | geallieerde militairen                                                                           |               | 21 september 2002 | gedenksteen     | Rijksstraatweg t.o. 316, 2988 BR          | Rijsoord   | 51° 51' 39" NB, 4° 33' 49" OL | Meer afbeeldingen       |
| Dit oorlogsmonument op Wikidata | Stolpersteine           | vervolgden Nederland                                                                             | Gunter Demnig |                   | reliëf          | Zie Lijst van Stolpersteine in Ridderkerk | Ridderkerk |                               | Meer afbeeldingen       |

Alblasserdam ·
Albrandswaard ·
Alphen aan den Rijn ·
Barendrecht ·
Bodegraven-Reeuwijk ·
Capelle aan den IJssel ·
Delft ·
Den Haag ·
Dordrecht ·
Goeree-Overflakkee ·
Gorinchem ·
Gouda ·
Hardinxveld-Giessendam ·
Hendrik-Ido-Ambacht ·
Hillegom ·
Hoeksche Waard ·
Kaag en Braassem ·
Katwijk ·
Krimpen aan den IJssel ·
Krimpenerwaard ·
Lansingerland ·
Leiden ·
Leiderdorp ·
Leidschendam-Voorburg ·
Lisse ·
Maassluis ·
Midden-Delfland ·
Molenlanden ·
Nieuwkoop ·
Nissewaard ·
Noordwijk ·
Oegstgeest ·
Papendrecht ·
Pijnacker-Nootdorp ·
Ridderkerk ·
Rijswijk ·
Rotterdam ·
Schiedam ·
Sliedrecht ·
Teylingen ·
Vlaardingen ·
Voorne aan Zee ·
Voorschoten ·
Waddinxveen ·
Wassenaar ·
Westland ·
Zoetermeer ·
Zoeterwoude ·
Zuidplas ·
Zwijndrecht